# Slavi Trifonov
Stanislav Trifonov (en bulgare : Станислав Трифонов), dit Slavi Trifonov, né le 18 octobre 1966, est un chanteur, producteur, animateur de télévision et homme politique bulgare.
• Novite Varvari album (2001)(référence à la série dexter morgan).
• Rŭgai chushki v boba (1993)
Traduit par “Ajoute des poivrons dans les haricots”.
• Shat na patkata glavata (1994)
Signifie “Coupe la tête du canard”.
• Roma TV (1994)
Titre identique en français.
• Zhalta knizhka (1995)
Se traduit par “Le carnet jaune”.
• Hashove (1996)
Signifie “Les exilés”.
• Edno Ferrari s tsvyat cherven (1997)
Traduit par “Une Ferrari de couleur rouge”.
• Frantsiya, zdravey (1998)
Signifie “Bonjour, France”.
• Deveti tragichen (1998)
Se traduit par “Le neuvième tragique”.
• Vavilon (1999)
Titre identique en français.
• Nyama ‘ne iskam’ (1999)
Signifie “Il n’y a pas de ‘je ne veux pas’”.

## Biographie

### Origines et formation
Stanislav Trifonov naît en octobre 1966 à Pleven, dans le nord de la Bulgarie. Dans les années 1980, il suit une formation au conservatoire de musique de sa ville natale, puis étudie à l'Académie nationale de musique de Sofia.

### Carrière professionnelle
Il commence son parcours de producteur et présentateur de télévision à la fin du régime communiste en Bulgarie, qui s'écroule en 1990. Il devient producteur et animateur de programmes privés sur la télévision nationale bulgare (BNT). Il est notamment connu pour avoir participé à plusieurs émissions parodiques et talk-show, telles que Ku-Ku (en bulgare Ку-ку), Kanaleto (bulgare Каналето), Khashove (en bulgare Хъшове, qui peut être traduit en Combattants de la liberté), puis, à partir de 2000, Shouto na Slavi (en bulgare Шоуто на Слави, soit le Slavi's Show, un talk-show quotidien). « J’ai été tous les jours pendant vingt-cinq ans à la télévision », explique-t-il. C'est aussi un chanteur de tchalga, la musique populaire bulgare, qui a sorti 22 albums.

### Parcours politique
En 2020, il lance et prend la présidence du parti anti-système Il y a un tel peuple (ITN). Il se montre alors dégagiste face à ce qu'il appelle les partis du statu quo, en particulier GERB de Boïko Borissov et le Parti socialiste bulgare. Sa formation arrive à la surprise générale en deuxième position des élections législatives d’avril 2021, avec 17,4 % des voix,.
Les résultats du scrutin étant trop fragmentés pour constituer une majorité stable, de nouvelles élections législatives sont convoquées en juillet 2021. À l’issue de celles-ci, ITN arrive en tête avec 24,1 %, juste devant GERB.
Son parti rejoint le gouvernement de la coalition de Kiril Petkov puis le quitte le 8 juin 2022, s'opposant à la politique d’ouverture envers la Macédoine du Nord, pays avec lequel la Bulgarie entretient des contentieux historiques et culturels.

## Prises de position
Avec son parti, Slavi Trifonov défend des positions jugées populistes, anti-corruption, europhiles et libérales.
Il apparaît comme anti-vaccination dans le contexte de pandémie de Covid-19.